# Africaspis chionaspiformis
Africaspis chionaspiformis är en insektsart som först beskrevs av Robert Newstead 1910.  Africaspis chionaspiformis ingår i släktet Africaspis och familjen pansarsköldlöss. Inga underarter finns listade i Catalogue of Life.